# Forêts de feuillus et mixtes de l'Oussouri
Les forêts de feuillus et mixtes de l'Oussouri sont une écorégion terrestre en Asie , définie par le Fonds mondial pour la nature (WWF), qui appartient au biome des forêts tempérées décidues et mixtes. Elle appartient à l'écozone paléarctique et s'étend dans l'Extrême-Orient russe.
Localisation

## Géographie et climat

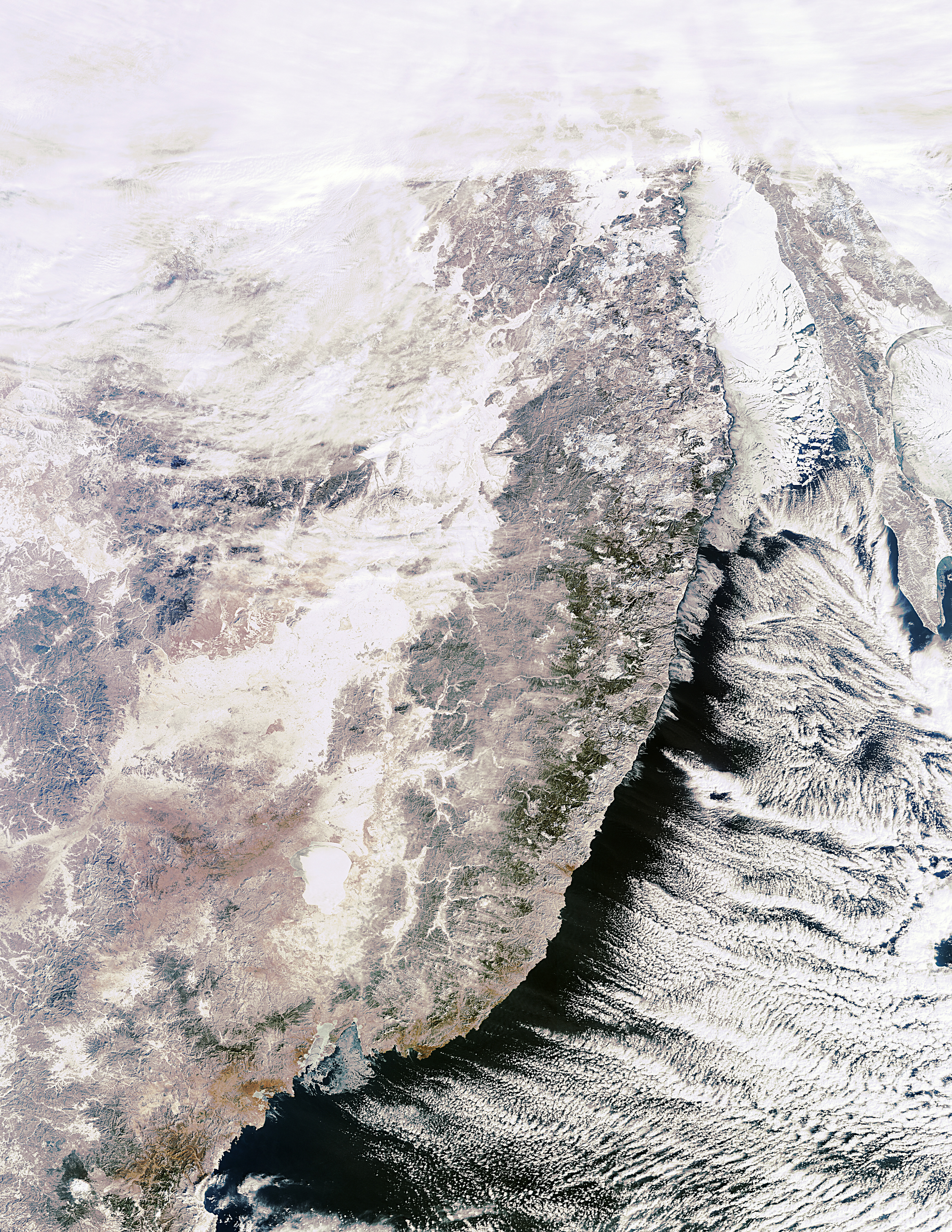
Vue satellitaire du Sikhote Aline, ENVISAT, en mars 2012.

Cette écorégion partagée administrativement entre l'oblast autonome de Birobidjan, le kraï de Khabarovsk et le kraï du Primorié sur la mer du Japon, dessine un large Z au nord du fleuve Amour puis à l'est de son affluent l'Oussouri et sur les deux versants du massif du Sikhote-Aline. Le climat est caractérisé par de fortes variations annuelles et diurnes. En hiver, le Sikhote-Aline bloque l'air très froid venu de l'intérieur de la Sibérie et assure un climat d'abri moins rude à la région côtière du Primorié : la moyenne mensuelle des températures hivernales est de -10,2 à -20,6°C en hiver sur la côte contre -21,4 à -24,1°C dans l'intérieur. En été, au contraire, l'intérieur est plus chaud que le littoral. La moyenne des précipitations est de 800 mm par an sur la côte, avec un maximum en août, et 640 mm dans l'intérieur.

## Flore
La végétation est dominée par une forêt mixte d'Épicéa du Japon, Sapin de Khinghan et Épicéa de Corée, accompagnés par Acer pictum (« érable peint »), sur les versants les plus secs, de Chêne de Mongolie et Bouleau de Mongolie accompagnés par Tilia amurensis, T. mandshurica et Acer ukurunduense  sur les versants plus humides, Orme du Japon, Populus maximowiczii et Fraxinus mandshurica en zone inondable.

Flore des forêts de l'Oussouri
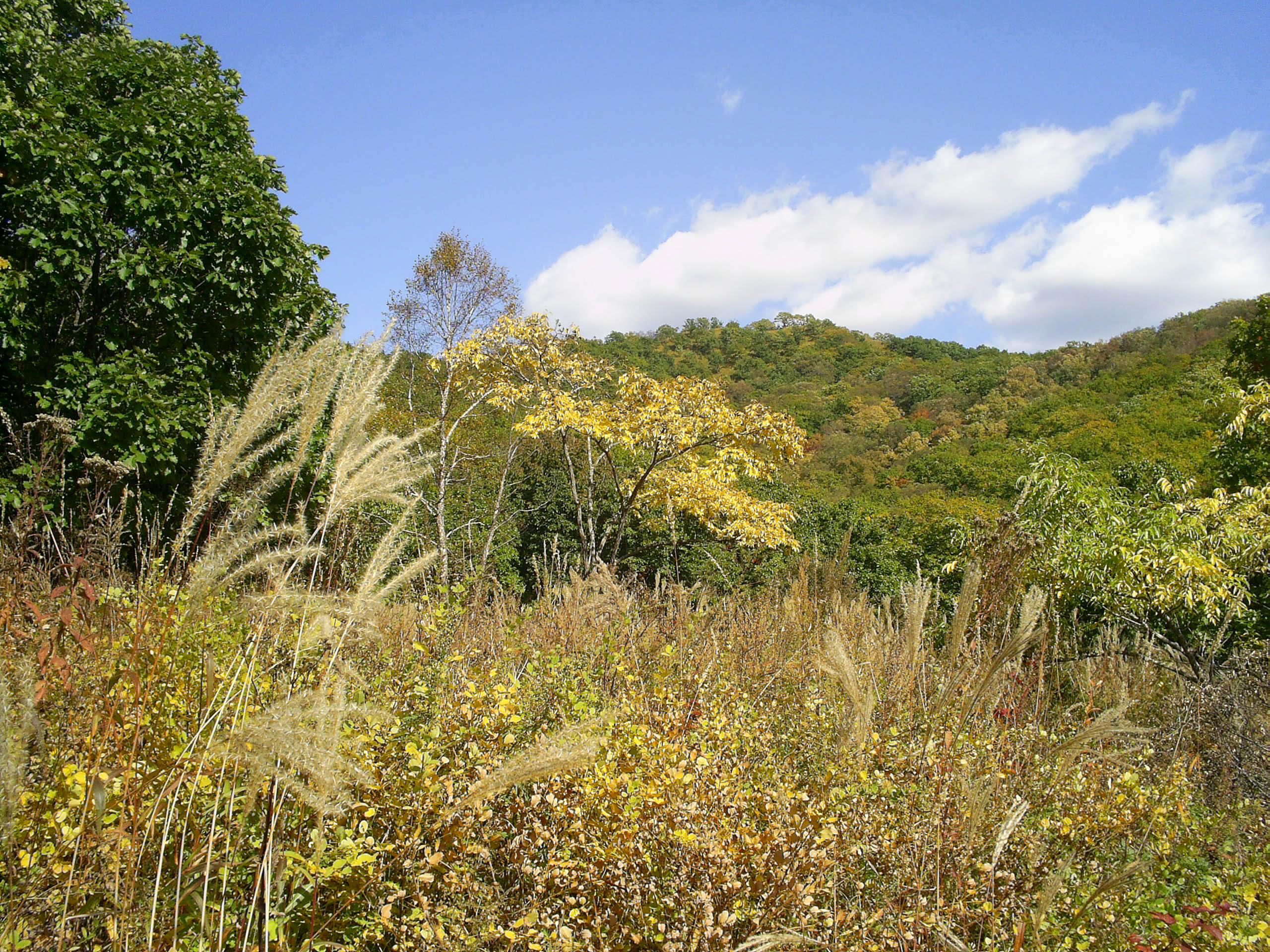
Forêt du Sikhote Aline en septembre 2008.
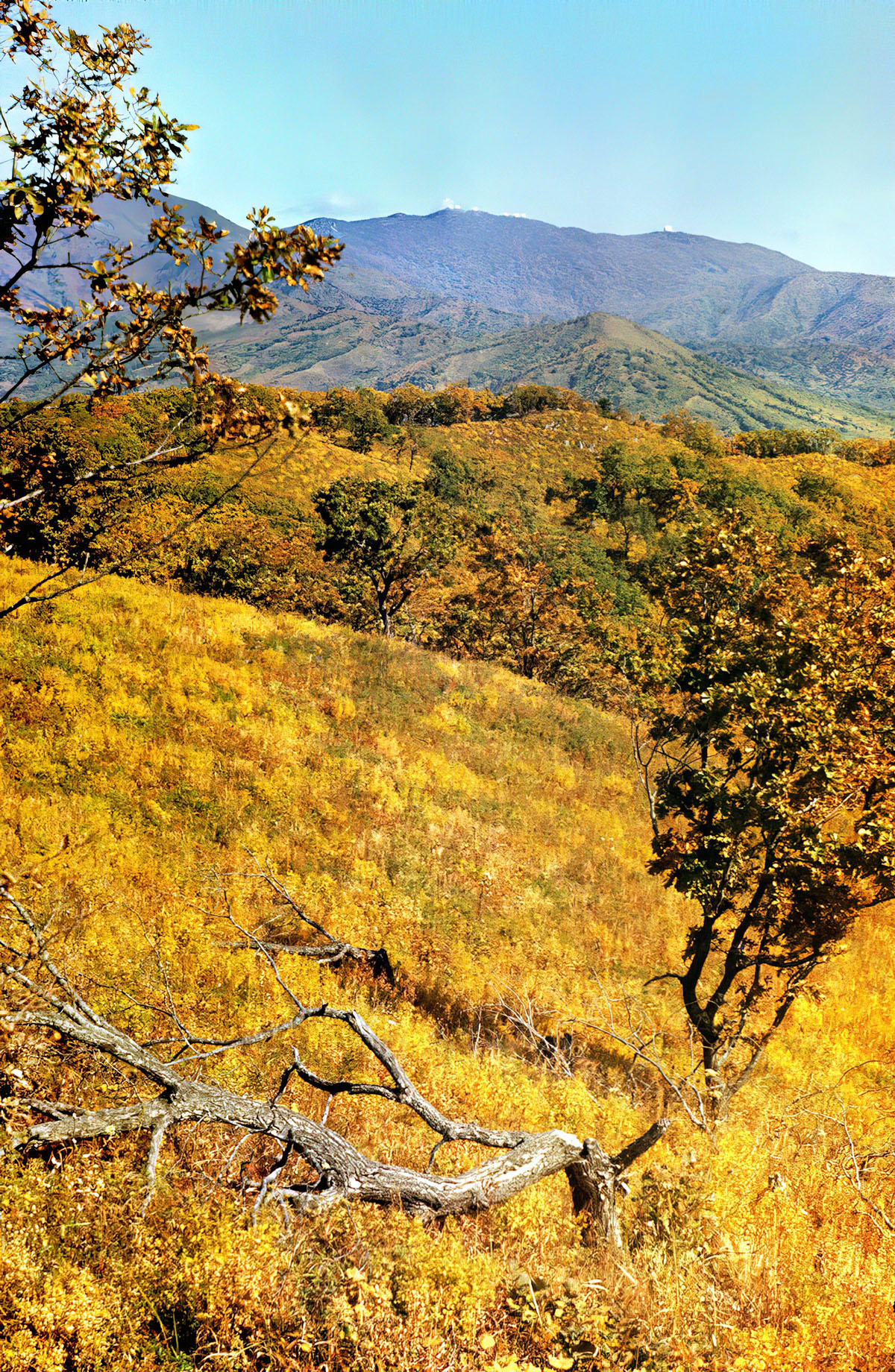
Tcherny Koust à l'est de Vladivostok en août 1994.
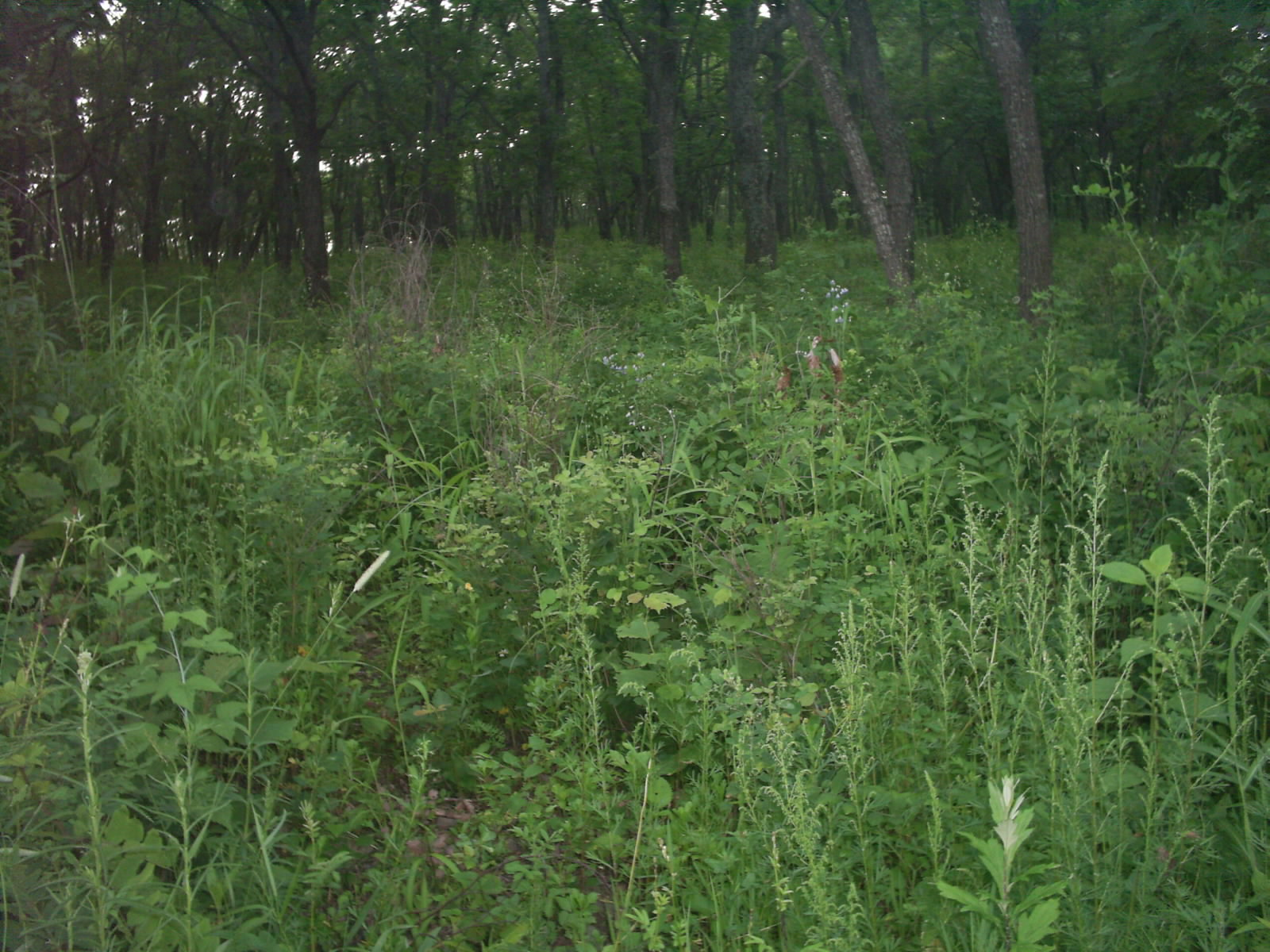
Hautes herbes en sous-bois dans le Primorié en juillet 2007.
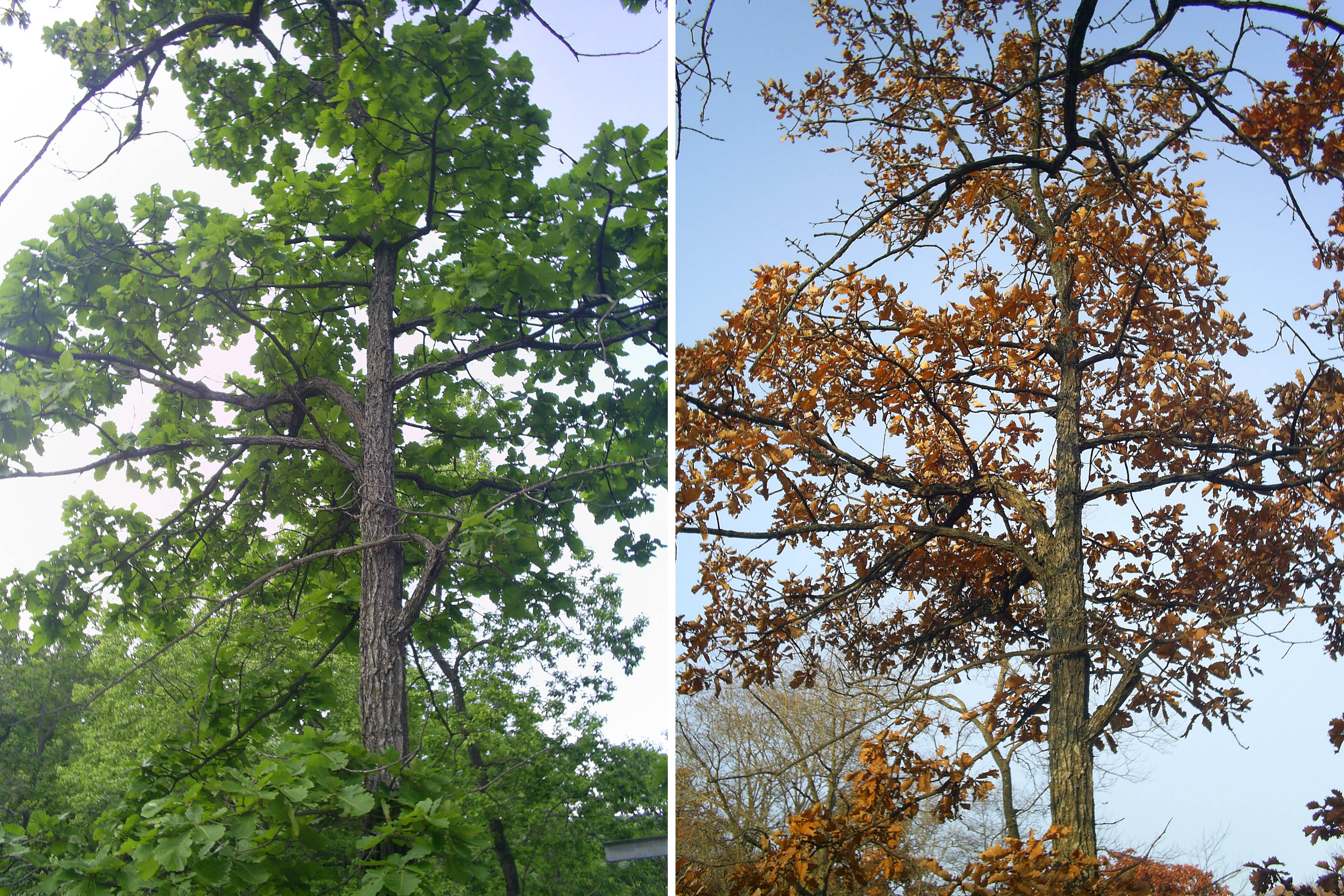
Quercus mongolica au parc national Zov Tigra en juin et octobre 2007.
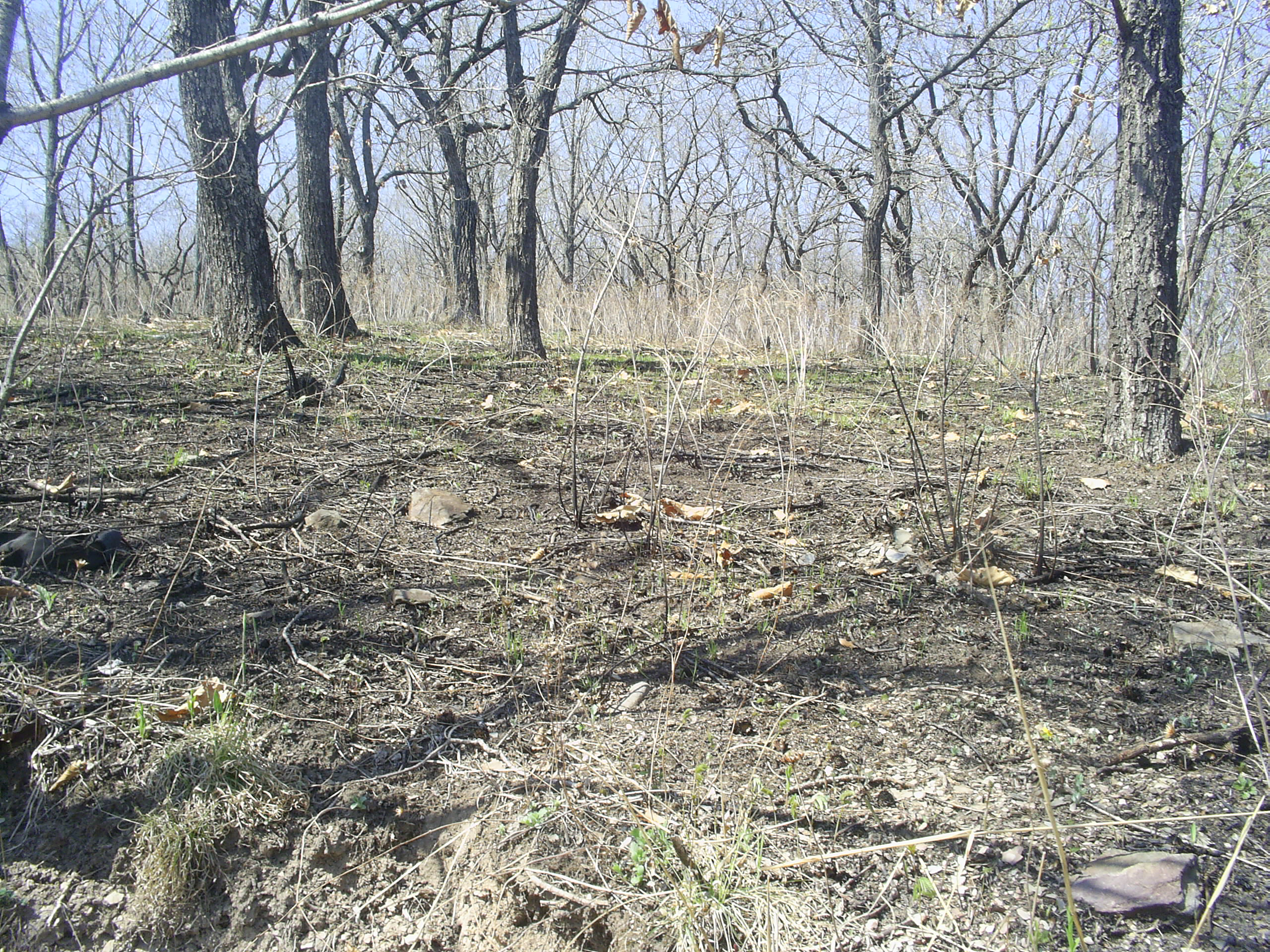
Forêt du Sikhote Aline après un incendie, mai 2009.
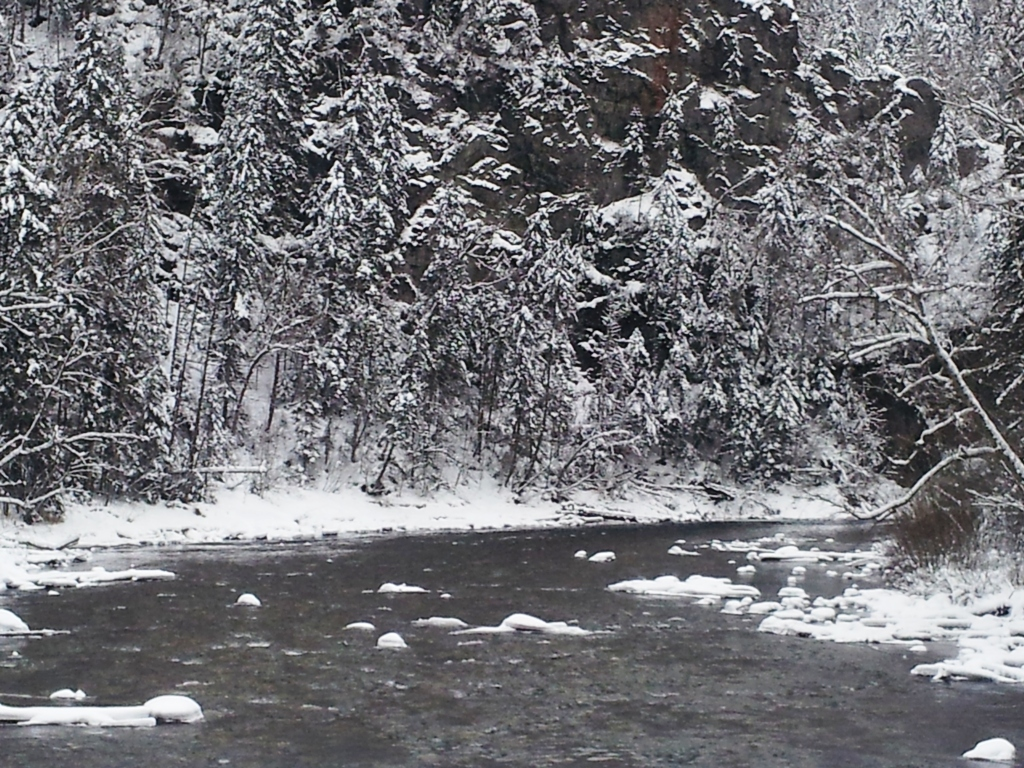
Forêt enneigée près de la rivière Gobilli (ru), krai de Khabarovsk, en octobre 2014.
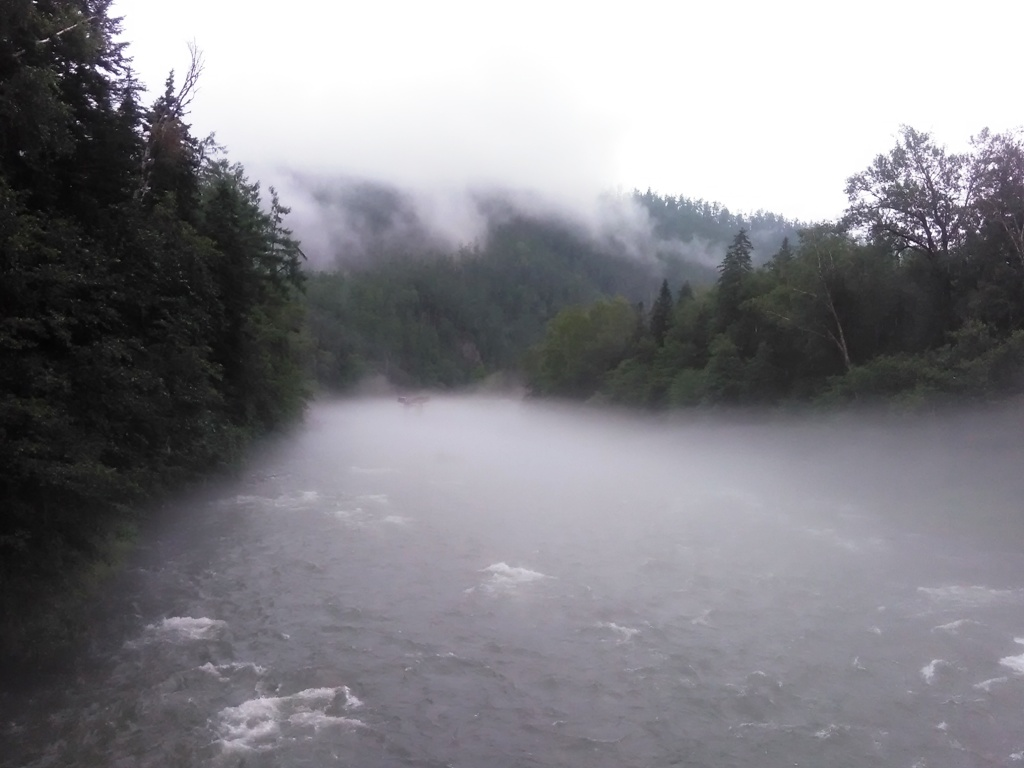
Brume sur le Gobilli en juillet 2015.

## Faune

Répartition de la cigogne orientale : aire de reproduction (jaune) et séjour hivernal (violet).

L'animal emblématique de la région est le tigre de Sibérie (ou tigre de l'Amour, tigre de l'Oussouri, Panthera tigris altaica). Sa population est estimée entre 265 et 486 individus en territoire russe en 2022 avec quelques cas possibles en Chine du Nord-Est et peut-être en Corée du Nord. Ses proies habituelles sont le wapiti de Mandchourie et le sanglier mais il s'en prend aussi au cerf sika et au chevreuil. Le goral à longue queue, très vulnérable, survit dans cette région ainsi que l'ours noir d'Asie, le chien viverrin, le chat-léopard et le lièvre de Mandchourie. Les peuples de la région de l'Amour ne chassent pas l'ours ; par contre, il arrive qu'un ourson soit dévoré par un tigre.
Plusieurs oiseaux menacés vivent dans cette région dont la cigogne orientale et le grand-duc de Blakiston. Le harle de Chine se reproduit sur les rivières de forêt et la grue du Japon dans les zones humides.

Faune des forêts de l'Oussouri
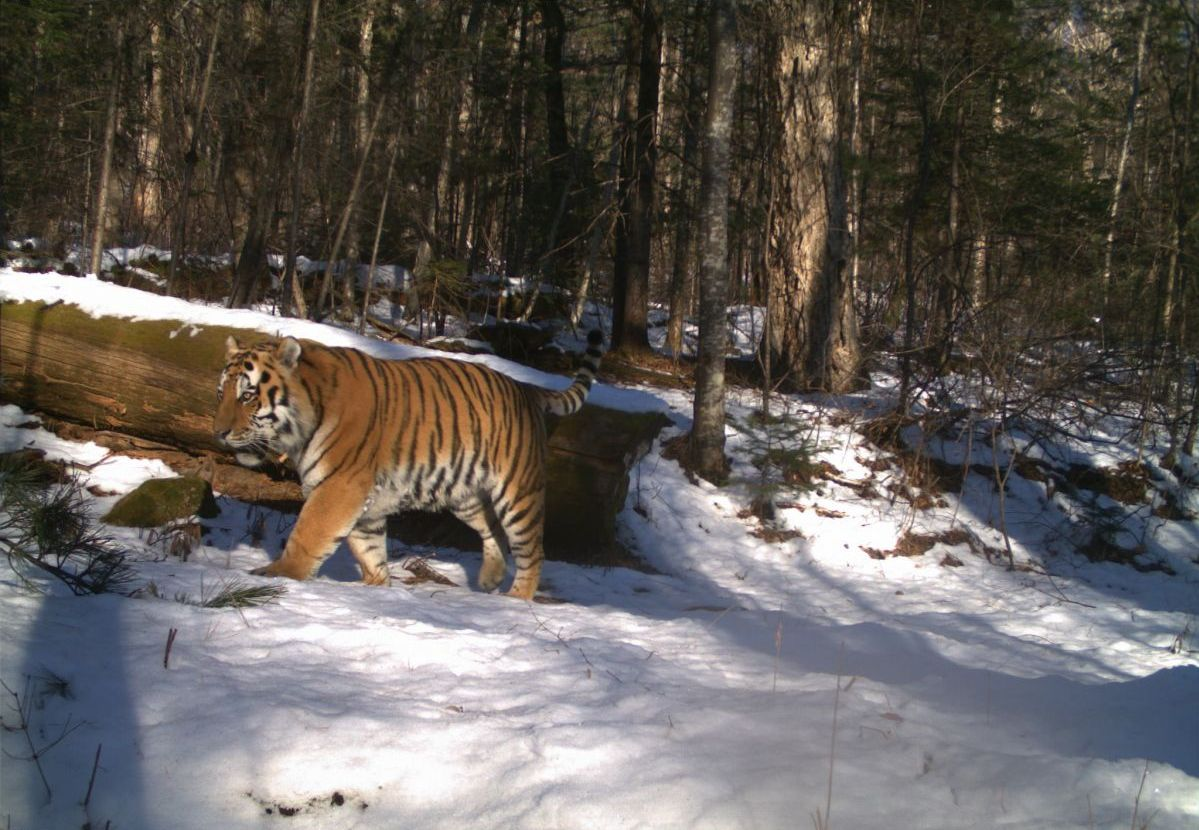
Tigre de Sibérie au parc de Bastak en octobre 2014.
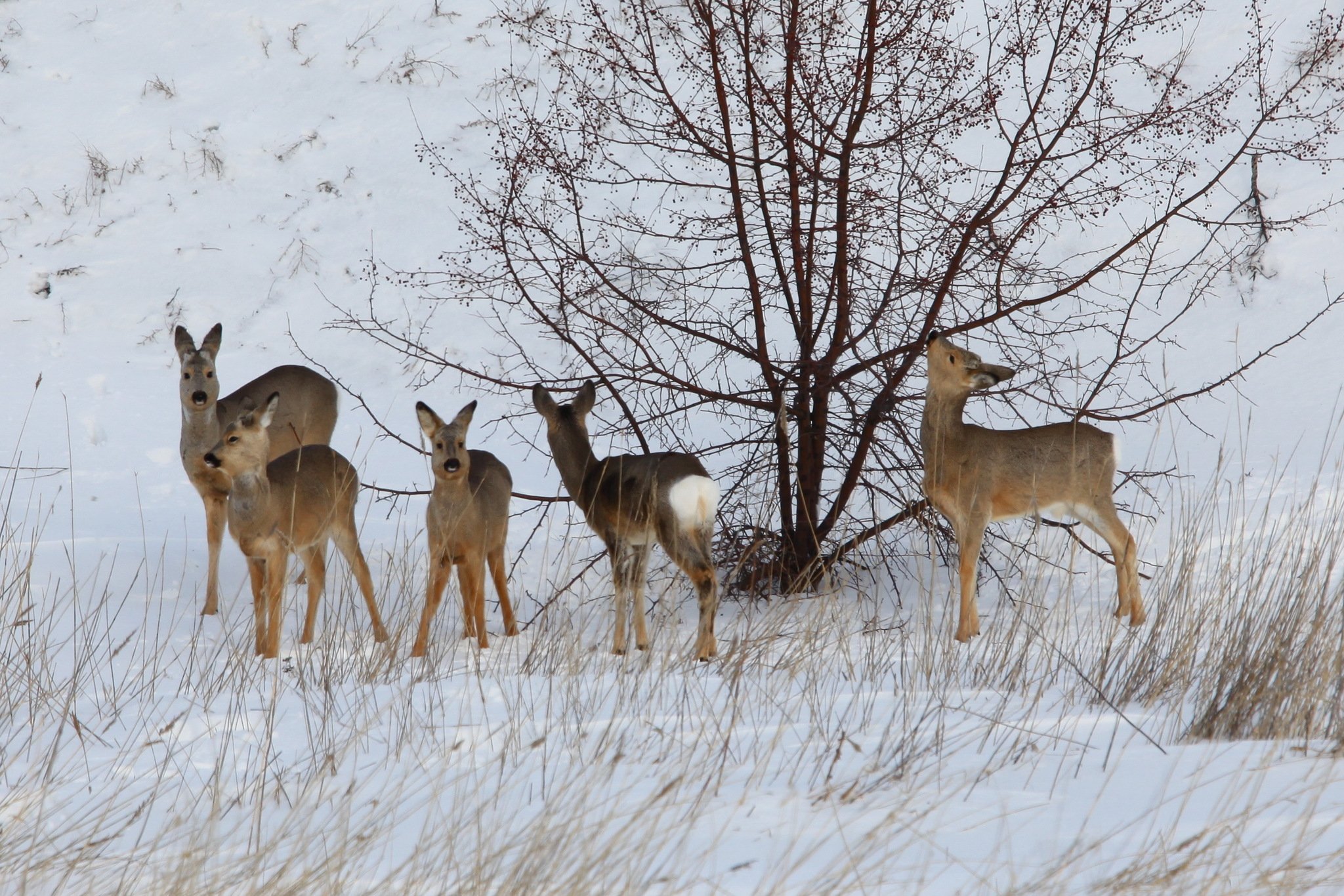
Chevreuils d'Asie dans l'oblast d'Omsk en janvier 2024.
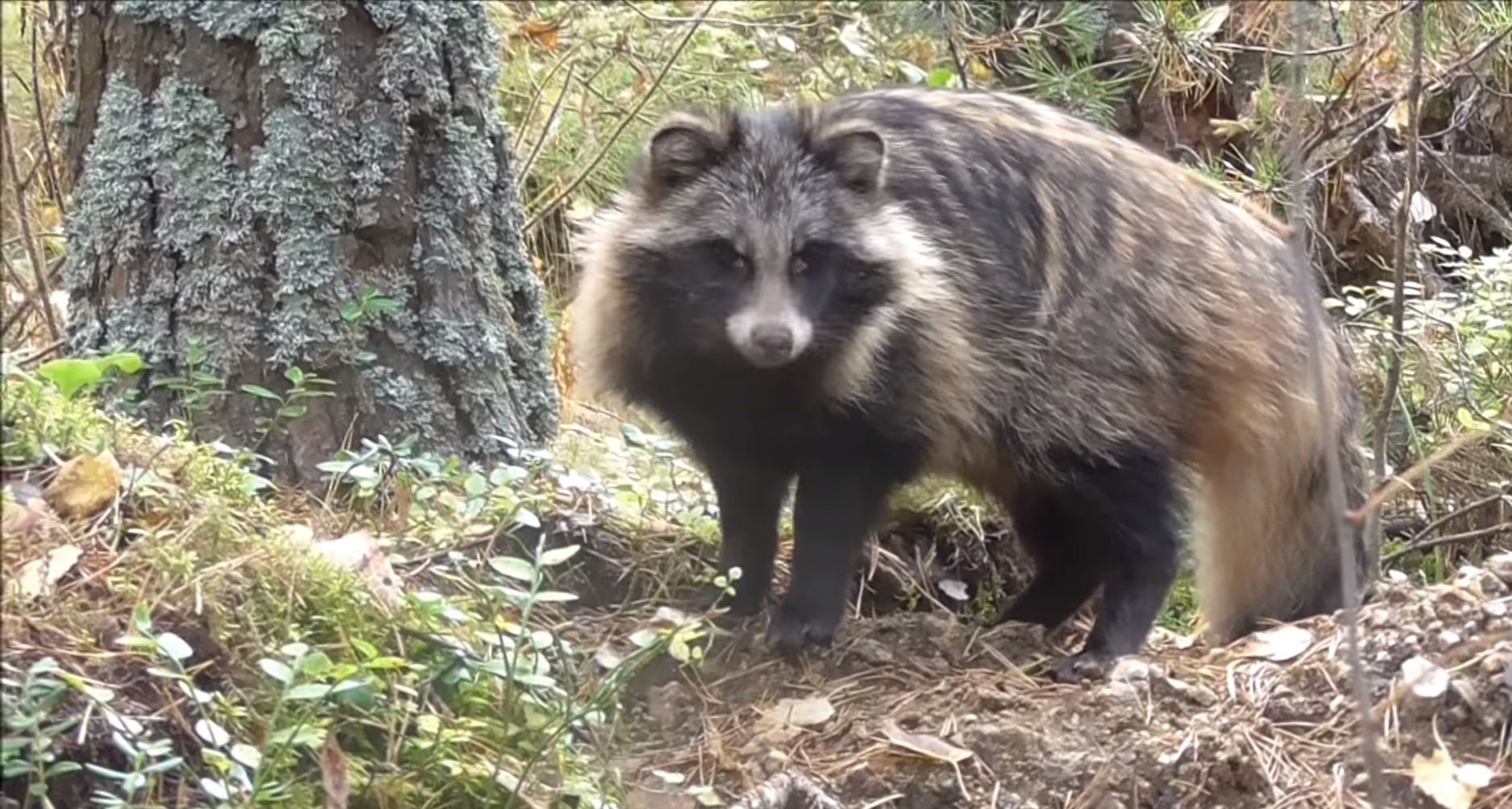
Chien viverrin de Sibérie dans l'oblast de Sverdlovsk en septembre 2017.
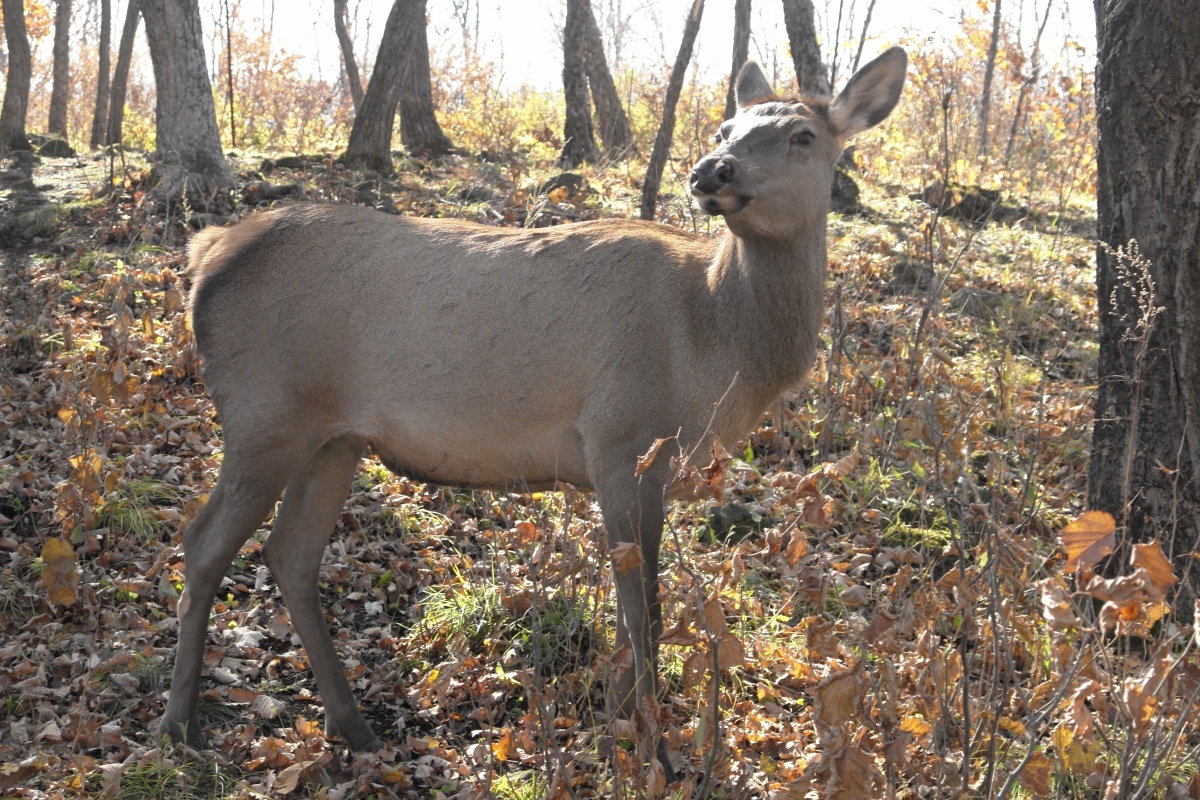
Wapiti de Mandchourie dans le Primorié en octobre 2008.
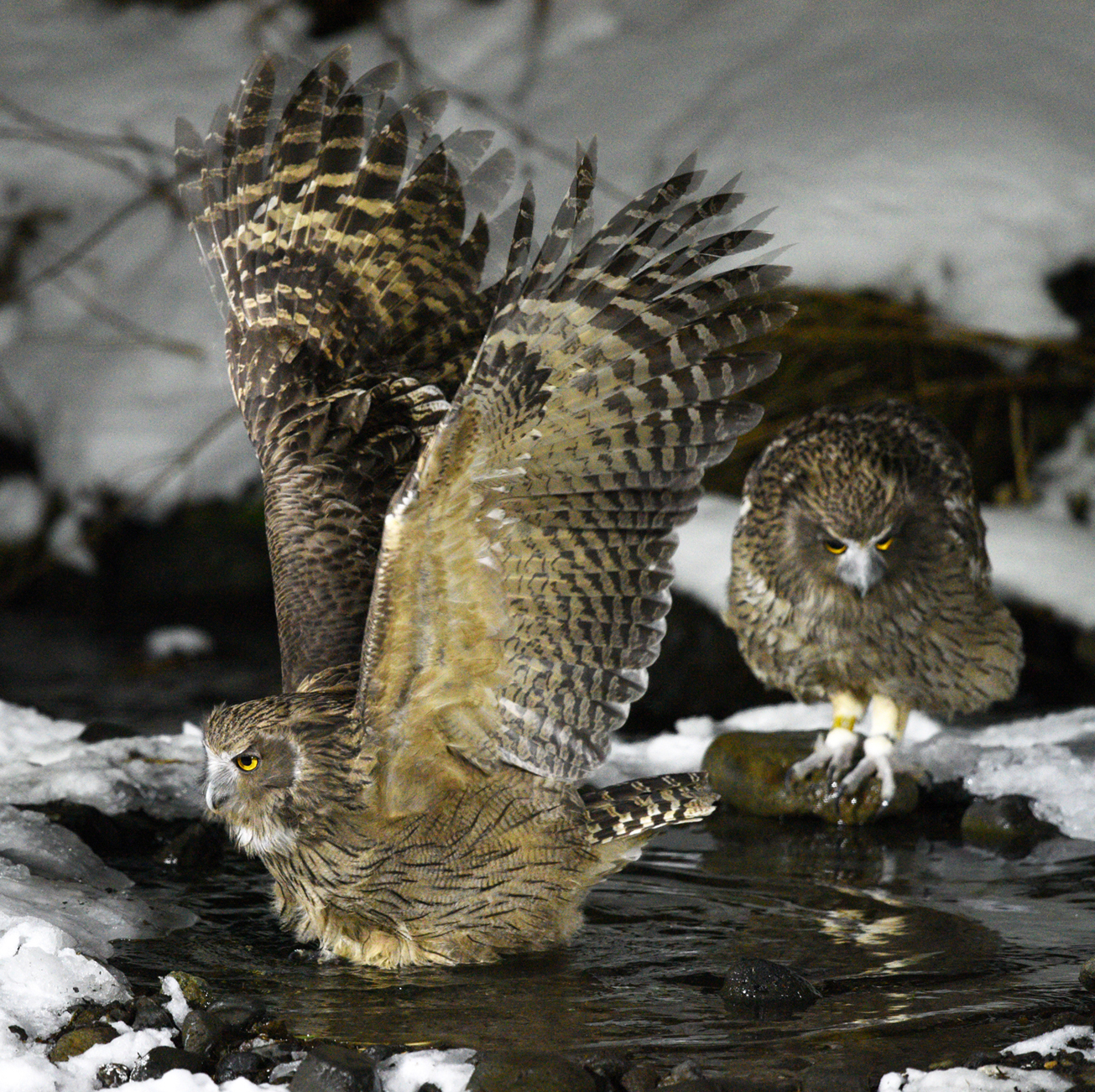
Couple de grand-ducs de Blakiston à Hokkaido en novembre 2016.
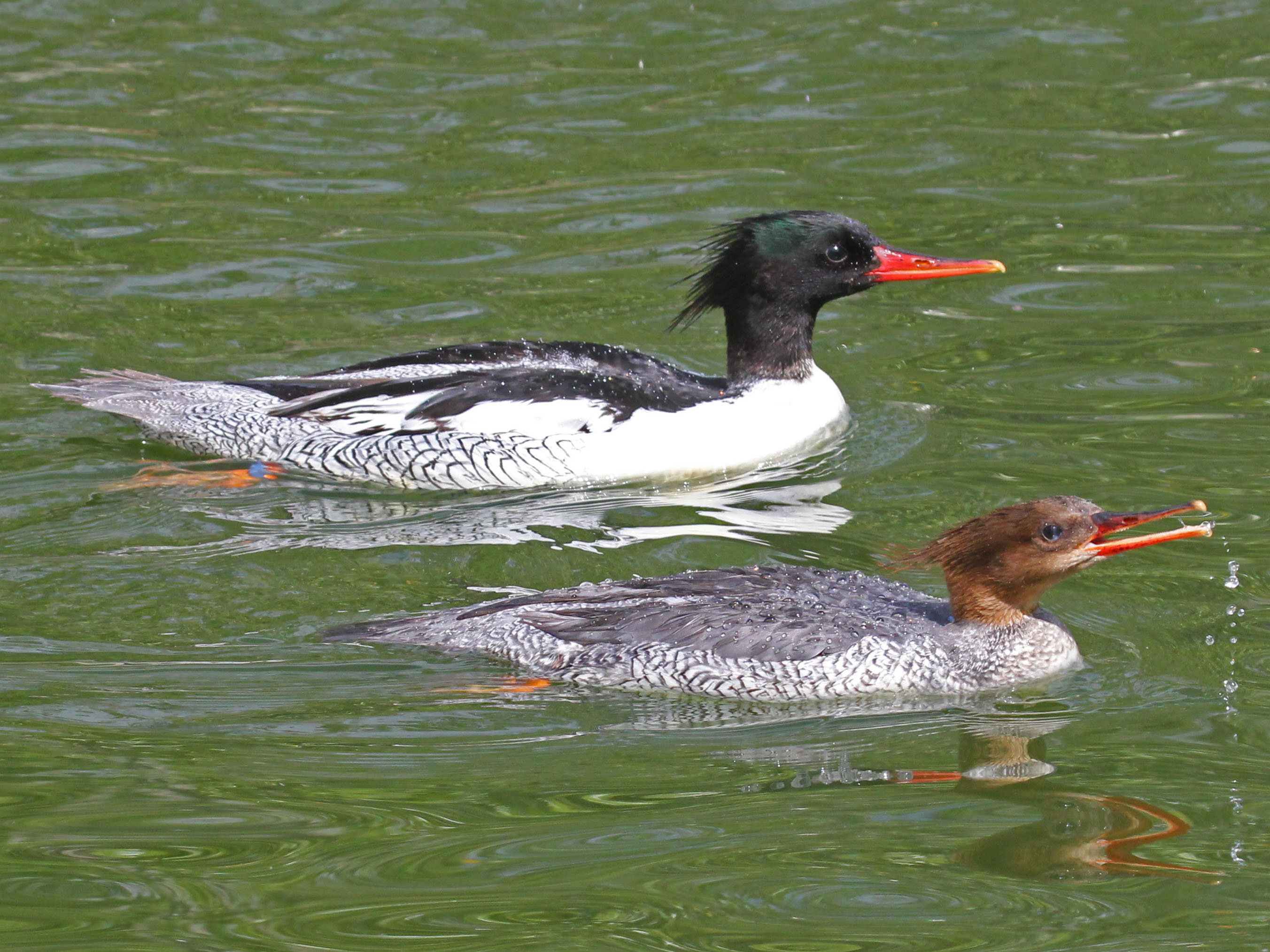
Couple de harles de Chine en captivité, avril 2012.

## Menaces
La forêt est menacée par les incendies et les coupes illégales de bois, de chêne de Mongolie en particulier. Les sangliers sont exposés à la grippe porcine transmise par les cochons d'élevage.